# Ammon (Staat)
Ammon war ein von etwa 1030 v. Chr. bis 110 v. Chr. existierender Staat östlich des Jordans zwischen Gilead im Norden (die Grenze bildete meist der Fluss Nahr ez-Zarqa) und Moab im Süden mit wechselnden Grenzverläufen zwischen Linien nördlich der Stadt Madaba und dem Wadi Mudschib.
Hauptort des noch reichlich mit Niederschlägen versorgten Landes war Rabba. Der Name der Stadt später nach der Eroberung durch Alexander den Großen (331 v. Chr.) und dessen ptolemäischen und seleukidischen Nachfolgern in der hellenistischen und in römischen Epoche war „Philadelphia“; heute ist es das jordanische Amman.
Die semitischen Ammoniter werden häufig in der Bibel erwähnt. Sie zählen zu den kanaanitischen Stämmen. Ihre Königsnamen bezeugen eine Verwandtschaft ihres Pantheons mit dem ugaritischen.
Die Sprache in Ammon war in der ersten Hälfte des 1. vorchristlichen Jahrtausends das eigene Ammonitische, welches in der zweiten Hälfte vermutlich durch das Aramäische verdrängt wurde.

## Liste der Könige der Ammoniter
- Nachasch (ca. 1030–1000 v. Chr., Zeitgenosse König Sauls)
- Hanun (ca. 1000–995 v. Chr.)
- Sobi
- Ba'sha (um 853 v. Chr.)
- Schanip bzw. Sanibu (um 733 v. Chr., erwähnt in einer Tribuliste Tiglat-Pileser III.)
- Padael („El hat erlöst“) (ca. 700–677 v. Chr.)
- Kabus-Gabri (680 v. Chr.)
- Barak-el (ca. 675 v. Chr.)
- Amminadab I. („Amm ist großzügig“), Vater des Hissilel (ca. 650 v. Chr.)
- Hissilel („El hat errettet“) (ca. 640–630 v. Chr.)
- Amminadab II., Sohn des Hissilel (ca. 600 v. Chr.), die drei letztgenannten Könige sind durch die 1973 gefundene Tell-Siran-Inschrift bezeugt
- Baalis/Baaljischa (ca. 590–585 v. Chr.), auf einem Krugstöpsel im jordanischen Tell el-Umayri nachgewiesen (vgl. Jeremia 40, 14 LUT)
- Tobiah I. (etwa 580er v. Chr.)
- Tobiah II. (etwa  520er v. Chr.)
- Tobiah III.
- Tobiah IV. (ca. 270 v. Chr.)
- Tobiah V. (ca. 200 v. Chr.)
- Timotheus (bis 160 v. Chr.)
- Hyrcanus (um 150 v. Chr.)
- Zoilus Cotylas (Tyrann von Philadelphia) (120–110 v. Chr.)
- Theodoros (Tyrann von Philadelphia)